# 標茶車站
標茶車站（日语：／ Shibecha eki */?）是一由北海道旅客鐵道（JR北海道）所經營的鐵路車站，位於日本北海道釧路郡標茶町境內，是釧網本線沿線比較重要的車站之一，也是所在地標茶町的主車站。隸屬JR北海道釧路支社管轄範圍，但委託由JR北海道的子公司JR道東旅遊服務（ジェイ・アール道東トラベルサービス）經營，由摩周車站負責管理。
在1989年廢線之前，標茶曾經是地方交通鐵路線標津線與釧網本線的交會車站。
標茶車站的站名源自愛奴語「si-pet-ca」（大河的岸邊），此處所說的大河其實就是釧路川。

## 歷史
- 1927年（昭和2年）9月15日 - 以國有鐵道終點站的身份開始營業，屬一般車站等級。設置濱釧路機車庫標茶停泊所。
- 1929年（昭和4年）8月15日 - 本站至弟子屈之間的延伸路段通車。
- 1936年（昭和11年）10月29日 - 計根別線（標津線）通車。
- 1937年（昭和12年）10月30日 - 標茶停泊所改為釧路機車庫標茶分庫。
- 1958年（昭和33年）10月1日 - 廢除釧路機車庫標茶分庫。
- 1969年（昭和44年）2月1日 - 設置標茶機車庫。
- 1974年（昭和49年）12月10日 - 車站站房改建。
- 1983年（昭和58年）5月20日 - 廢除貨運服務。
- 1984年（昭和59年）2月1日 - 廢除行李托運服務。同時，標茶機車庫改為釧路機車庫標茶分庫。
- 1987年（昭和62年）4月1日 - 國鐵分割民營化後，由JR北海道繼承。
- 1989年（平成元年）4月30日 - 標津線廢線。
- 1997年（平成9年）10月1日 - 車站業務委託化。
- 1999年（平成11年）12月22日 - 車站內部進行重建。

## 車站周邊
- 國道274號
- 國道391號
- 標茶町公所
- 弟子屈警察署標茶駐在所
- 標茶郵政局（併設日本郵政釧路支店標茶配送據點）
- 大地未來信用金庫標茶分店
- 北洋銀行標茶分店
- 標茶町農業協同組合（JA標茶町）總所
- 標茶町巴士總站（阿寒巴士標茶詢問處）
- 北海道標茶高等學校

## 巴士路線
- 阿寒巴士
  - 中標津、標津方向（標津線廢除後的替代路線巴士）
- 標茶町有巴士

## 相鄰車站
北海道旅客鐵道（JR北海道）
■釧網本線
快速「知床」、普通
磯分內（B62）－標茶（B61）－（五十石（B60））－茅沼（B59）
・ 為廢站

## 外部連結
- （日語）JR北海道 – 標茶車站 （页面存档备份，存于）
- （日語）全驛參觀之旅 （页面存档备份，存于）